# Drosophila oreia
Drosophila oreia este o specie de muște din genul Drosophila, familia Drosophilidae, descrisă de Tsacas în anul 1980.
Este endemică în Uganda. Conform Catalogue of Life specia Drosophila oreia nu are subspecii cunoscute.